# Nana Mizuki Live Diamond x Fever
Albums de Nana Mizuki
Nana Mizuki Live Fighter -BluexRed Side-
(2008) Nana Clips 5
(2010)
Nana Mizuki Live Diamond x Fever est la 12e vidéo musicale de la chanteuse et seiyū japonaise Nana Mizuki.

## Présentation
La vidéo  sort au format DVD et Blu-ray le 23 décembre 2009 sous le label King Records. Le DVD atteint la 12e place du classement de l'Oricon et reste classé pendant quatre semaines pour un total de 17 055 exemplaires vendus tandis que le Blu-ray s'est vendu à 16 791 exemplaires en tout.
Ils contiennent deux concerts, le NANA MIZUKI LIVE DIAMOND 2009 qui a été filmé le 5 juillet 2009 à Seibu Dome et le NANA MIZUKI LIVE FEVER 2009 qui a été filmé le 25 janvier 2009 au Nippon Budokan. Le premier contient 47 pistes dont plusieurs sont issues de l'album Ultimate Diamond et de ses autres albums. Le deuxième contient 37 pistes issues de ses différents albums et singles.

## Liste des titres
Nana Mizuki Live Diamond 2009 (Blu-ray)
Disque 1
1. Opening (OPENING)
2. Miracle☆Flight (ミラクル☆フライト)
3. Aoi Iro (アオイイロ)
4. Anone ~Mamimume☆Mogacho~ (アノネ～まみむめ☆もがちょ～)
5. MC1
6. The Place of Happiness
7. Aoki Hikari no Hate -Ultimate Diamond- (蒼き光の果て-ULTIMATE MODE-)
8. Nostalgia
9. Tampen Douga 「Ongaku Sentai Cherry Blossom no Tema」 (短編動画 「音楽戦隊チェリボセブンのテーマ」)
10. Chinmoku no Kajitsu (沈黙の果実)
11. Zankou no Gaia (残光のガイア)
12. MC2
13. Stand (STAND)
14. Shounen (少年)
15. SHORT MOVIE 「Futari no Memory ～prologue～」 (SHORT MOVIE「二人のMemory ～prologue～」)
16. Futari no Memory (二人のMemory)
17. Perfect Smile (PERFECT SMILE)
18. MC3
19. Innocent Starter (acoustic ver.)
20. Naked Feels (acoustic ver.) (NAKED FEELS)
21. MC4
22. Shin'ai (acoustic ver.) (深愛)
23. Team Yo-Da Showcase (TEAM YO-DA SHOWCASE)
24. Gimmick Game
25. Still in the Groove
26. Take a Shot
27. MC5
28. Brave Phoenix (BRAVE PHOENIX)

Disque 2
1. Short Movie「Maria & Joker ～prologue～」 (SHORT MOVIE「MARIA & JOKER ～prologue～」)
2. Maria & Joker (MARIA & JOKER)
3. Justice to Believe
4. MC6
5. Eternal Blaze (ETERNAL BLAZE)
6. Taiko LOVERS Enbu (太鼓LOVERS 演舞)
7. Etsuraku Camellia (悦楽カメリア)
8. Bring it on!
9. Trickster
10. MC7 [ENCORE]
11. Yume no Tsuzuki (夢の続き)
12. Power Gate (POWER GATE)
13. MC8
14. Brand New Tops
15. MC9
16. Discotheque (DISCOTHEQUE)
17. Extra Time (EXTRA TIME)
18. End Roll
19. Special Feature
  1. Making Of Live Diamond
  2. Tampen Douga 「Ongaku Sentai Cherry Blossom no Tema」 (短編動画 「音楽戦隊チェリボセブンのテーマ」)
  3. Short Movie「Maria & Joker ～prologue～」 (SHORT MOVIE「MARIA & JOKER ～prologue～」)
  4. Live Diamond Commentaire audio (LIVE DIAMOND オーディオコメンタリー)

Nana Mizuki Live Fever 2009 (Blu-ray)
Disque 3
1. Opening (OPENING)
2. Discotheque (DISCOTHEQUE)
3. Chronicle of sky
4. Pride of Glory (PRIDE OF GLORY)
5. MC1
6. Jet Park (JET PARK)
7. Power Gate (POWER GATE)
8. Take a chance
9. Charry Boys Showcase (CHERRY BOYS SHOWCASE)
10. Eternal Blaze (ETERNAL BLAZE)
11. MC2
12. Trinity Cross
13. Innocent Starter
14. MC3
15. Shin'ai (深愛)
16. Team Yo-Da Showcase (TEAM YO-DA SHOWCASE)
17. Trickster
18. Secret Ambition (SECRET AMBITION)
19. MC4
20. It's in the bag
21. Last Scene (ラストシーン)
22. Short Movie 「Love you forever」
23. Crystal Letter
24. Tears' Night
25. Orchestral Fantasia
26. Zankou no Gaia (残光のガイア)
27. MC5
28. Astrogation
29. Massive Wonders (MASSIVE WONDERS)
30. Be ready! (BE READY!)
31. MC6
32. Wild Eyes (WILD EYES)
33. MC7
34. Super Generation (SUPER GENERATION)
35. Extra Time (EXTRA TIME)
36. End Roll
37. Special Feature
  1. Making of Live Fever